# Guido Lambertini
Guido Lambertini (Bologna, 1899 – 1982) è stato un ingegnere italiano, costruttore di ponti e viadotti e opere in cemento armato.

## Biografia
Bolognese, Guido Lambertini ha fondato l'Impresa di costruzioni "Lambertini Edilsistemi S.p.A.". Ha partecipato alla costruzione di numerosi viadotti dell'Autostrada del Sole.
Negli anni Cinquanta ha introdotto per primo in Italia un sistema di "casseri rampanti" per la realizzazione di torri in cemento armato. Si tratta di un'attrezzatura per il getto del calcestruzzo che si "arrampica" sulla struttura non appena il getto del calcestruzzo ha raggiunto una sufficiente maturazione. Tale sistema ha consentito di realizzare pile in cemento armato anche molto alte e, di riflesso, viadotti con grandi luci libere. Infatti con tale sistema sono state realizzate moltissime pile di grandi viadotti tra cui le pile alte 140 m del viadotto Italia sul torrente Lao dell'autostrada Salerno-Reggio Calabria e quelle del viadotto sullo Sfalassà della stessa autostrada.
Tra i numerosissimi lavori realizzati dalla sua Impresa si ricorda in particolare la Chiesa dell'Autostrada del Sole a Campi Bisenzio (Firenze) progettata dall'architetto Giovanni Michelucci. Fu nominato il 2 giugno 1967 Cavaliere del Lavoro dal Presidente della Repubblica. Nel 1969 ha promosso, costituito e coordinato un gruppo di ingegneri (Gruppo Lambertini) per partecipare al Concorso Internazionale per il Ponte sullo Stretto di Messina conseguendo il primo premio ex aequo. È sepolto nel Cimitero della Certosa, nel Campo Ospedali.